# Paweł Wszołek
Paweł Wszołek (Tczew, 1992. április 30. –) lengyel válogatott labdarúgó, a Legia Warszawa középpályása.

## Pályafutása

### Klubcsapatokban
Wszołek a lengyelországi Tczew városában született. Az ifjúsági pályafutását a Wisła Tczew és a Lechia Gdańsk csapataiban kezdte, majd 2009-ben a Polonia Warszawa akadémiájánál folytatta.
2010-ben a mutatkozott be a Polonia Warszawa első osztályban szereplő felnőtt csapatában. 2013-ban az olasz Sampdoriához igazolt. A 2015–16-os szezonban a Hellas Verona csapatánál szerepelt kölcsönben, majd még a következő idény kezdete előtt a klubhoz szerződött. Egy hónappal később szintén kölcsönben az angol másodosztályban érdekelt Queens Park Rangershez csatlakozott. 2017. január 31-én a lehetőséggel élve az angol klubhoz igazolt. Először a 2017. február 1-jei, Newcastle United ellen 2–2-es döntetlennel zárult mérkőzésen lépett pályára. Első gólját 2017. december 9-én, a Leeds United ellen 3–1-re elvesztett találkozón szerezte meg.
2019-ben visszatért Lengyelországba, majd a Legia Warszawa csapatánál folytatta a labdarúgást. Először a 2019. október 6-ai, Piast Gliwice ellen 2–0-ra elvesztett bajnoki 69. percében, Arvydas Novikovas cseréjeként lépett pályára. Első gólját 2019. október 27-én, a Wisła Kraków ellen 7–0-ra megnyert találkozón szerezte meg. 2021-ben az Union Berlin szerződtette. 2022 januárja és júniusa között a Legia Warszaw csapatánál szerepelt kölcsönben. 2022. július 7-én hároméves szerződést kötött a lengyel klubbal.

### A válogatottban
Wszołek az U19-es, az U20-as és az U21-es korosztályú válogatottakban is képviselte Lengyelországot.
2012-ben debütált a lengyel válogatottban. Először a 2012. október 12-ei, Dél-Afrikai Köztársaság ellen 1–0-ra megnyert mérkőzésen lépett pályára. Első válogatott góljait 2016. március 26-án, Finnország ellen 5–0-ra megnyert barátságos mérkőzésen szerezte meg.

## Statisztikák
2023. március 12. szerint
| Klub                | Szezon   | Osztály      | Bajnokság | Bajnokság | Kupa és ligakupa | Kupa és ligakupa | Nemzetközi | Nemzetközi | Összesen | Összesen |
| Klub                | Szezon   | Osztály      | Meccs     | Gól       | Meccs            | Gól              | Meccs      | Gól        | Meccs    | Gól      |
| ------------------- | -------- | ------------ | --------- | --------- | ---------------- | ---------------- | ---------- | ---------- | -------- | -------- |
| Polonia Warszawa    | 2010–11  | Ekstraklasa  | 7         | 0         | 0                | 0                | —          | —          | 7        | 0        |
| Polonia Warszawa    | 2011–12  | Ekstraklasa  | 26        | 2         | 2                | 1                | —          | —          | 28       | 3        |
| Polonia Warszawa    | 2012–13  | Ekstraklasa  | 27        | 7         | 2                | 3                | —          | —          | 29       | 10       |
| Polonia Warszawa    | Összesen | Összesen     | 60        | 9         | 4                | 4                | 0          | 0          | 64       | 13       |
| Sampdoria           | 2013–14  | Serie A      | 19        | 1         | 2                | 0                | —          | —          | 21       | 1        |
| Sampdoria           | 2014–15  | Serie A      | 6         | 0         | 1                | 0                | —          | —          | 7        | 0        |
| Sampdoria           | 2015–16  | Serie A      | 2         | 0         | 0                | 0                | 2          | 0          | 4        | 0        |
| Sampdoria           | Összesen | Összesen     | 27        | 1         | 3                | 0                | 2          | 0          | 32       | 1        |
| Hellas Verona       | 2015–16  | Serie A      | 26        | 0         | 1                | 0                | —          | —          | 27       | 0        |
| Hellas Verona       | 2016–17  | Serie B      | 0         | 0         | 1                | 0                | —          | —          | 1        | 0        |
| Hellas Verona       | Összesen | Összesen     | 26        | 0         | 2                | 0                | 0          | 0          | 28       | 0        |
| Queens Park Rangers | 2016–17  | Championship | 29        | 3         | 2                | 0                | —          | —          | 31       | 3        |
| Queens Park Rangers | 2017–18  | Championship | 36        | 2         | 2                | 0                | —          | —          | 38       | 2        |
| Queens Park Rangers | 2018–19  | Championship | 38        | 4         | 6                | 2                | —          | —          | 44       | 6        |
| Queens Park Rangers | Összesen | Összesen     | 103       | 9         | 10               | 2                | 0          | 0          | 113      | 11       |
| Legia Warszawa      | 2019–20  | Ekstraklasa  | 25        | 6         | 4                | 1                | —          | —          | 29       | 7        |
| Legia Warszawa      | 2020–21  | Ekstraklasa  | 24        | 3         | 4                | 1                | 3          | 1          | 31       | 5        |
| Legia Warszawa      | Összesen | Összesen     | 49        | 9         | 8                | 2                | 3          | 1          | 60       | 12       |
| Union Berlin        | 2021–22  | Bundesliga   | 0         | 0         | 1                | 0                | —          | —          | 1        | 0        |
| Legia Warszawa      | 2021–22  | Ekstraklasa  | 14        | 6         | 1                | 0                | —          | —          | 15       | 6        |
| Legia Warszawa      | 2022–23  | Ekstraklasa  | 24        | 5         | 4                | 0                | —          | —          | 28       | 5        |
| Legia Warszawa      | Összesen | Összesen     | 38        | 11        | 5                | 0                | 0          | 0          | 43       | 11       |
| Összesen            | Összesen | Összesen     | 303       | 39        | 33               | 8                | 5          | 1          | 341      | 48       |

### A válogatottban
| Válogatott    | Év       | Pályára lépés | Gól |
| ------------- | -------- | ------------- | --- |
| Lengyelország | 2012     | 3             | 0   |
| Lengyelország | 2013     | 2             | 0   |
| Lengyelország | 2014     | 1             | 0   |
| Lengyelország | 2016     | 3             | 2   |
| Lengyelország | 2017     | 1             | 0   |
| Összesen      | Összesen | 10            | 2   |

#### Góljai a válogatottban
| # | Időpont           | Helyszín                               | Ellenfél   | Gólok | Eredmény | Kiírás              |
| - | ----------------- | -------------------------------------- | ---------- | ----- | -------- | ------------------- |
| 1 | 2016. március 26. | Városi Stadion, Wrocław, Lengyelország | Finnország | 2–0   | 5–0      | barátságos mérkőzés |
| 2 | 2016. március 26. | Városi Stadion, Wrocław, Lengyelország | Finnország | 4–0   | 5–0      | barátságos mérkőzés |

## Sikerei, díjai
Legia Warszawa
- Ekstraklasa
  - Bajnok (2): 2019–20, 2020–21

- Lengyel Kupa
  - Győztes (1): 2022–23